# Feinnadelbiopsie
Die Feinnadelbiopsie (FNB), auch Feinnadelaspirationsbiopsie (FNAB) oder Feinnadelpunktion (FNP) genannt, ist ein Verfahren zur Gewinnung von Zellen aus einem inneren Organ oder Tumoren. Mikroskopische Untersuchungen sollen einen örtlichen Krebsverdacht abklären. Häufigste Anwendungen  sind Feinnadelbiopsien tumorverdächtiger Knoten in der Schilddrüse, Lunge, Lymphknoten, Raumforderungen im Bauchraum, Weichteiltumoren und Prostata. Sie ist besonders schonend und ungefährlich. Allerdings ist die Stanzbiopsie in einigen Fragestellungen treffsicherer, etwa in vorbehandeltem Gewebe oder in der weiblichen Brust.
In unter der Haut liegende verdächtige Knoten wird unter manueller Kontrolle und ohne örtliche Betäubung eine kurze, ca. 0,75 mm dünne Injektionsnadel eingeführt. Bei tiefer liegenden Knoten werden längere Nadeln gezielt unter Ultraschall- oder Röntgenbild-Kontrolle verwendet. Durch Anlegen eines Soges (Unterdruck) mit einer angesetzten Spritze und fächerförmigen Bewegungen der Nadel wird die einem Tropfen entsprechende Menge von Zellen abgesaugt, die mehrere tausend Zellen aus verschiedenen Regionen des betreffenden Gewebes umfassen kann. Sie werden auf Glasobjektträger aufgebracht und gefärbt. Die Beurteilung erfolgt durch einen Pathologen. 
Die Feinnadelbiopsie ist im Unterschied zur Stanzbiopsie in der Regel schmerzfrei und verursacht kaum Komplikationen (Blutungen, Infekte). Die Verschleppung von Tumorzellen durch die Feinnadelbiopsie kommt nur in Ausnahmefällen vor. Durch weiterführende Untersuchungen an den entnommenen Zellen durch die DNA-Zytometrie, die Fluoreszenz-in-situ-Hybridisierung (FisH) oder die Immunzytochemie (ein Verfahren zur Identifizierung einzelner verschleppter Tumorzellen) lässt sich die diagnostische Treffsicherheit der Feinnadelbiopsie weiter verbessern.